# Вімер (Орегон)
Вімер (англ. Wimer) — переписна місцевість (CDP) в США, в окрузі Джексон штату Орегон. Населення — 690 осіб (2020).

## Географія
Вімер розташований за координатами 42°33′9″ пн. ш. 123°8′45″ зх. д. / 42.55250° пн. ш. 123.14583° зх. д. (42.552513, -123.145907).  За даними Бюро перепису населення США в 2010 році переписна місцевість мала площу 12,84 км², з яких 12,84 км² — суходіл та 0,00 км² — водойми.

## Демографія
Згідно з переписом 2010 року, у переписній місцевості мешкало 678 осіб у 276 домогосподарствах у складі 190 родин. Густота населення становила 53 особи/км².  Було 297 помешкань (23/км²).
Расовий склад населення:
| - 95,4 % — білих - 1,6 % — корінних американців |

До двох чи більше рас належало 2,9 %. Частка іспаномовних становила 4,3 % від усіх жителів.
За віковим діапазоном населення розподілялося таким чином: 18,4 % — особи молодші 18 років, 60,8 % — особи у віці 18—64 років, 20,8 % — особи у віці 65 років та старші. Медіана віку мешканця становила 49,3 року. На 100 осіб жіночої статі у переписній місцевості припадало 102,4 чоловіків;  на 100 жінок у віці від 18 років та старших — 101,1 чоловіків також старших 18 років.
Середній дохід на одне домашнє господарство  становив 31 580 доларів США (медіана — 34 792), а середній дохід на одну сім'ю — 45 421 долар (медіана — 46 181). За межею бідності перебувало 16,5 % осіб, у тому числі 0,0 % дітей у віці до 18 років та 20,1 % осіб у віці 65 років та старших.
Цивільне працевлаштоване населення становило 284 особи. Основні галузі зайнятості: виробництво — 50,7 %, освіта, охорона здоров'я та соціальна допомога — 14,1 %, науковці, спеціалісти, менеджери — 11,3 %.